# الإسلام في مالطا

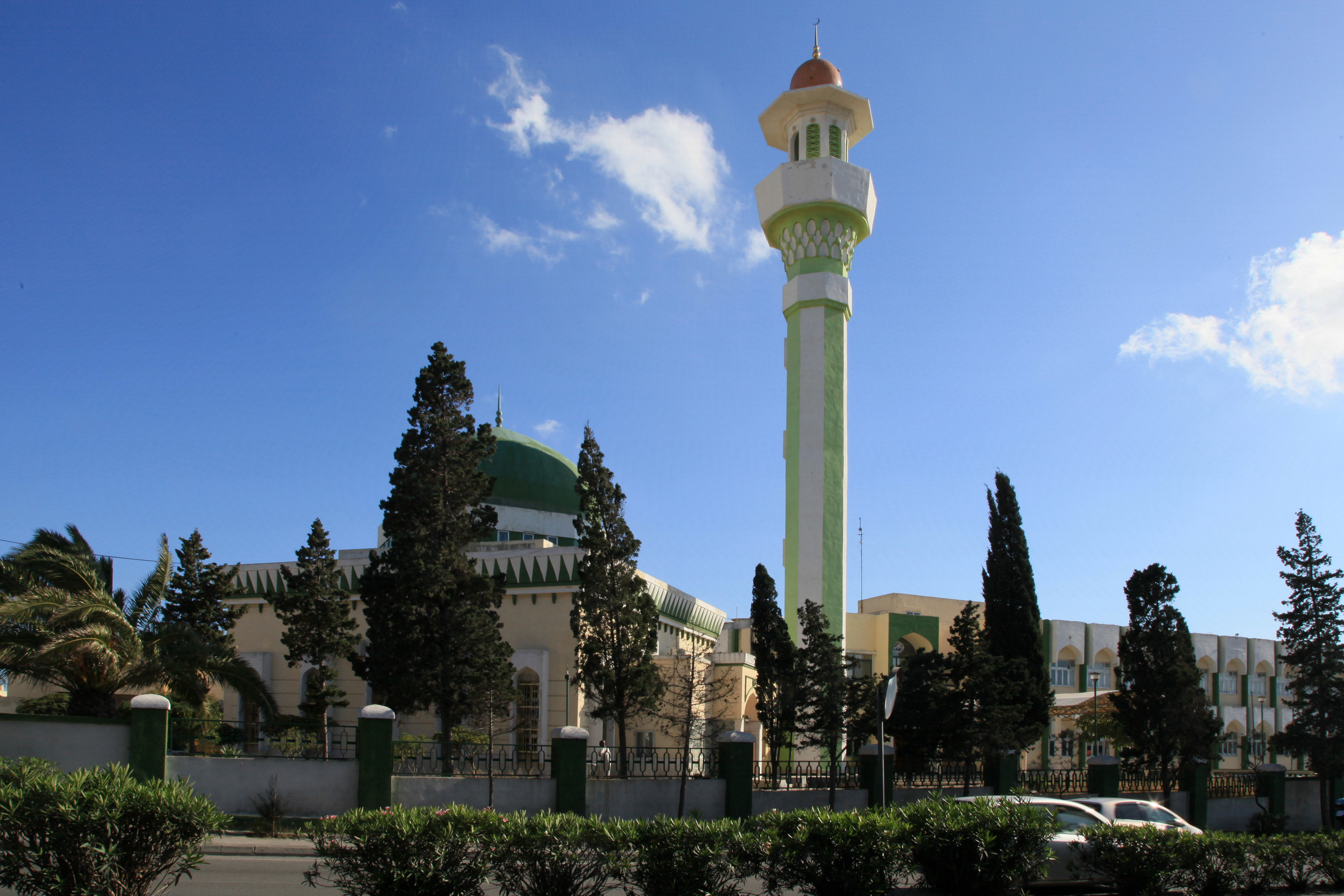
مسجد مريم البتول في طريق كوردين في باولا، مالطا

مالطا دولة ذات أغلبية مسيحية بها أقلية مسلمة تبلغ 3.9٪ من السكان وفقًا لتعداد عام 2021. للإسلام في مالطا تأثير تاريخي عميق على البلاد - وخاصة لغتها - نتيجة لعدة قرون من السيطرة والوجود على الجزر. اليوم المنظمة الإسلامية الرئيسية الممثلة في مالطا هي جمعية الدعوة الإسلامية العالمية الليبية. يبلغ عدد مسلمي مالطا حوالي 17454 حسب آخر إحصائية لعام 2021.

## وصول الإسلام إلى مالطا
كانت مالطة من توابع الدولة البيزنطية قبل وصول الإسلام إلى الجزيرة واتخد البيزنطيون من مالطة قاعدة لشن هجماتهم على البلاد الإسلامية في شمالي أفريقيا لاسيما على تونس وليبيا، وكان العرب يصدون هجمات الروم ويتعقبونهم أحياناً إلى قواعدهم في مالطة وبدأت السيطرة الإسلامية على مالطة في منتصف القرن الثالث الهجري وخضعت لحكم الأغالبة في عام 870، ثم حكمها الفاطميون مدة 186 سنة، وانتشر الإسلام خلالها بين سكان الجزيرة، وهاجرت إليها عناصر عربية واستخدمت اللغة العربية بين سكانها وتركت آثارها في اللغة المالطية وارتبط تاريخ الإسلام بها بتاريخ الإسلام بجارتها صقلية، وعندما قامت الحروب الصليبية في الشرق نالت صقلية ومالطة كثير من التحدي. وهاجر عشرات الآلاف من المسلمين من مالطة. وخضعت الجزيرة لحكم النورمانديين في نهاية القرن الخامس الهجري، ثم استولى على مالطة فرسان القديس يوحنا وأخرجهم الأتراك منها سنة 959 هـ وبقيت تابعة للدولة العثمانية مدة طويلة وعاد نفوذ الإسلام لمالطة ثانية، ثم استولى البريطانيون عليها في سنة (1230هـ - 1814م)، وظلوا يحكمونها حتى استقلت في سنة (1384هـ - 1964م).

## المصدر
1. ↑  "Census 2021: Maltese citizens overwhelmingly identify as Roman Catholics". MaltaToday.com.mt (بالإنجليزية). Archived from the original on 2023-04-05. Retrieved 2023-04-15.
2. ↑  Jørgen S. Nielsen؛ Samim Akgönül؛ Ahmet Alibasi؛ Egdunas Racius (12 أكتوبر 2012). Yearbook of Muslims in Europe. ج. 4. ص. 390–391. ISBN:978-90-04-22521-3. مؤرشف من الأصل في 2022-12-25.
3. ↑  https://nso.gov.mt/wp-content/uploads/Census-of-Population-2021-volume1-final.pdf
4. ↑  Kenneth M. Setton, "The Byzantine Background to the Italian Renaissance" in Proceedings of the American Philosophical Society, 100:1 (Feb. 24, 1956), pp. 1–76.
5. ↑  Daftary، Farhad (1990). The Ismāʻı̄lı̄s: Their History and Doctrines. Cambridge University Press. ISBN:0-521-37019-1. مؤرشف من الأصل في 2022-06-26.
6. ↑  Christian W. Troll؛ C.T.R. Hewer (12 سبتمبر 2012). "Journeying toward God". Christian Lives Given to the Study of Islam. Fordham Univ Press. ص. 258. ISBN:978-0-8232-4319-8. مؤرشف من الأصل في 2022-06-26.
7. ↑  Christian W. Troll؛ C.T.R. Hewer (12 سبتمبر 2012). "Journeying toward God". Christian Lives Given to the Study of Islam. Fordham Univ Press. ص. 259. ISBN:978-0-8232-4319-8. مؤرشف من الأصل (PDF) في 2022-06-26.